# روبي كيلر
روبي كيلر (بالإنجليزية: Ruby Keeler)‏ (25 أغسطس 1909 - 28 فبراير 1993)، هي راقصة ومغنية وممثلة كندية وأمريكية، ولدت في 25 أغسطس 1910 بنيويورك في الولايات المتحدة، وتوفيت في 28 فبراير 1993 في الولايات المتحدة بسبب سرطان. بدأت مشوارها المهني سنة 1933.

## أعمال

### أفلام
- (1933) شارع 42
- (1934) مشية المغازلة

## وصلات خارجية
- روبي كيلر على موقع IMDb (الإنجليزية)
- روبي كيلر على موقع الموسوعة البريطانية (الإنجليزية)
- روبي كيلر على موقع ألو سيني (الفرنسية)
- روبي كيلر على موقع ميوزك برينز (الإنجليزية)
- روبي كيلر على موقع تيرنر كلاسيك موفيز (الإنجليزية)
- روبي كيلر على موقع أول موفي (الإنجليزية)
- روبي كيلر على موقع قاعدة بيانات برودواي على الإنترنت (الإنجليزية)
- روبي كيلر على موقع قاعدة بيانات الأفلام السويدية (السويدية)
- روبي كيلر على موقع إن إن دي بي (الإنجليزية)
- روبي كيلر على موقع ديسكوغز (الإنجليزية)